# Bir Zamanlar Çukurova
Bir Zamanlar Çukurova  (Angola/Brasil/Moçambique: Terra Amarga) é uma telenovela turca, produzida pela Tims & B Productions (TIMS&B) e exibida pela ATV, deste 13 de setembro de 2018, com direção de Faruk Teber e colaboração de Murat Saraçoğlu.
Conta com as participações de Vahide Perçin, Uğur Güneş, Murat Ünalmış e Hilal Altınbilek.

## Enredo
Durante a década de 1970, o casal Züleyha e Yılmaz decidiu esconder suas identidades fingindo ser irmãos a fim de escapar de Istambul. O destino os leva a Çukurova, onde decidem ficar na fazenda de Hünkar e com seu filho Demir, que se apaixonará pela jovem Züleyha.

## Elenco
| Ator/Atriz         | Personagem                   |
| ------------------ | ---------------------------- |
| Hilal Altınbilek   | Züleyha Altun                |
| Uğur Güneş         | Yılmaz Akkaya                |
| Murat Ünalmış      | Demir Yaman                  |
| Vahide Perçin      | Hünkar Saraçoğlu / Yaman     |
| Kerem Alışık       | Ali Rahmet Fekeli            |
| Melike İpek Yalova | Müjgan Hekimoğlu             |
| Turgay Aydın       | Sabahattin Arcan             |
| Sibel Taşcıoğlu    | Şermin Yaman                 |
| Bülent Polat       | Gaffur Taşkın                |
| Selin Yeninci      | Saniye Taşkın                |
| Selin Genç         | Gülten Taşkın                |
| Polen Emre         | Fadik                        |
| Yeliz Doğramacılar | Füsun Arman                  |
| Serpil Tamur       | Haminne / Azize Saraçoğlu    |
| Aras Şenol         | Çetin Ciğerci                |
| Esra Dermancıoğlu  | Behice Hekimoğlu             |
| Alayça Öztürk      | Jülide Yalçınkaya            |
| Nazan Kesal        | Sevda Çağlayan / Fatma Özden |
| Mehmet Polat       | Hatip Tellidere              |
| Şirin Öten         | Naciye                       |
| Kadim Yaşar        | Cengaver Çimen               |
| Ebru Aytemur       | Nihal Çimen                  |
| Ebru Ünlü          | Seher                        |
| Mihriban Er        | Sevil                        |
| Engin Yüksel       | Behzat Hekimoğlu             |
| Rüzgar Aksoy       | Ercüment                     |
| Şebnem Dilligil    | Naime                        |
| Alp Özgür Yaşin    | Sait                         |
| Mustafa Açılan     | Veli Erdönmez                |

## Transmissão em países lusófonos
A trama turca está atualmente em exibição em Angola e Moçambique pelo canal de televisão por assinatura Zap Novelas deste 5 de novembro de 2019, substituindo Para Sempre no Meu Coração.
No Brasil, está disponível no streaming pela Globoplay desde 18 de abril de 2023.